# Корицкий, Владимир Николаевич
Корицкий Владимир Николаевич (03.03.1886 Владимирская губерния — ?) Военный лётчик, участник Первой мировой войны, командир 18-го авиационного отряда, штабс-капитан Русской императорской армии, кавалер ордена Святого Анны, один из первых русских лётчиков, удостоенный награды в первые дни Мировой войны, офицер ВВС Франции.

## Биография
Родился 3 марта 1886 года во Владимирской губернии в потомственной дворянской семье. Отец — Николай Дмитриевич Корицкий — статский советник, городской и епархиальный архитектор. мать — Корицкая Екатерина Ивановна.
Образование получил в Нижегородском кадетском корпусе. В 1907 году окончил Александровское военное училище. В звании подпоручика служил в 43-м пехотном Охотском полку. В октябре 1910 года произведён в поручики. С ноября этого же года проходил службу в 4-м гренадерском Несвижском генерал-фельдмаршала князя Барклая-де-Толли полку, дислоцированном в Москве. В свободное от основной службы время Владимир Корицкий за три месяца окончил школу авиации Московского общества воздухоплавания и получил свидетельство авиатора. Для получения звания «Военный лётчик» необходимо было продолжить образование. Поручик Корицкий был направлен на Теоретические авиационные курсы в Санкт-Петербургский политехнический институт, после успешного окончания которых — в Севастопольскую школу авиации. В 1913 году после сдачи экзаменов и проведения контрольного полёта получил звание «Военного лётчика». Продолжил службу в Гренадерском авиационном отряде.
В довоенное время удостоен двух медалей: 15.08.1912 года — светло-бронзовая медаль «100 лет Отечественной войны. 1812—1912 г.г.»; 22.02.1913 года — Светло-бронзовая медаль «В память 300-летия Дома Романовых. 1613—1913 гг.»
С первых дней Мировой войны поручик Корицкий на передовой в составе IV армии Юго-Западного фронта. Высочайшим повелением от 09.11.1914 г. за бои с 10 по 15 августа против Австро-Венгерских войск награждён орденом Святой Анны 4-й степени. «с прикреплением его на личное холодное оружие офицера — шашку, с надписью „За храбрость“ и темляком из красной Анненской орденской ленты». Тогда же, в ноябре 1914 года произведён в штабс-капитаны.
В 1915 году В. Н. Корицкий назначен командиров 18-го Авиационного отряда. В декабре этого же года Велики князь Александрович — шеф военной авиации России — подписал приказ о переводе штабс-капитана Корицкого инструктором в Севастопольскую школу авиации. Через полгода Владимира Николаевича Корицкого, как «пилота на всех аппаратах», направляют во Францию в «Заграничную комиссию по заготовке авиационного и воздухоплавательного имущества».
После Октябрьского переворота и последовавшего за ним подписания Брестского мира Корицкий продолжает сражаться с Германскими войсками в составе гидроавиации Французских ВВС.
Последняя информация о штабс-капитане Владимире Николаевиче Корицком относится к 5 июня 1919 года. Полковник Леон Дюсиметьер командир русских лётчиков во Франции записал — «Ждёт отправки в Россию».